# 美国独立日
美國獨立日（英語：Independence Day / the Fourth of July）是為紀念美利堅合眾國於公元1776年7月4日於大陸會議中宣布獨立宣言所成立的節日。这一天是美国正式宣布从大英帝國宣告独立的日子，故此独立日是美國的國慶日。
在7月4日這一天，美國會舉辦許多活動，其中最重要的就是敲響位於費城的自由鐘。在各地也會舉會各項慶祝活動，像是放烟火、花車遊行、節慶遊行、烧烤、野餐、举办音乐会、棒球赛、以及家庭聚会等。

## 背景
美國革命期间，1776年7月2日第二届大陆会议表决通过弗吉尼亚州的理查德·亨利·李提出的一项宣示独立决定的提案时，十三个殖民地已在法理上脱离英国。在投票通过独立后，大陆会议开始关注《美國獨立宣言》的制定，此宣言解释了独立的缘由。独立宣言由五人委员会准备，主要作者为托马斯·杰斐逊。其后大陆会议对文本内容进行了修改和辩论，最终在7月4日得以通过。7月3日约翰·亚当斯在给他的妻子艾碧該·亞當斯的信中写到：
1776年7月2日将成为美国历史上最令人难忘的时刻。我相信我们后辈将每年一度庆祝这个伟大的纪念日。这个日子应该被视为拯救日来庆祝，是依靠对全能的神的庄严奉献而获得的。这一天应该以欢庆游行、表演、游戏、运动、鸣枪、鸣钟、篝火晚会和灯饰庄重的庆祝，从大陆的一端到另一端，从此时直到永远。
约翰·亚当斯的预测提前了两天，事实上从一开始美国人就按照《独立宣言》上记录的日期7月4日庆祝美国独立，而不是大陆会议做出独立决议的7月2日。
历史学家对大陆会议是否的确在7月4日签署《独立宣言》存在长期的争议，尽管约翰·亚当斯、托马斯·杰斐逊、本杰明·富兰克林后来都写道他们在那一天签署宣言。然而大多数历史学家认为独立宣言实际在一个月后亦即1776年8月2日正式签署通过，而不是人们通常认为的7月4日。

## 历史

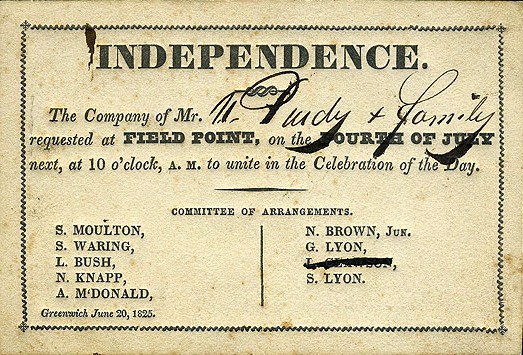
1825年的一张独立日庆典请柬

- 1777年7月4日在罗德岛布里斯托清晨和晚上鸣枪十三次以作庆祝。费城举行了独立一周年纪念，内容和现代庆祝方式很类似：大陆会议的官方晚宴、烤面包、13支枪鸣枪致敬、演讲、祈祷、音乐会、游行、阅兵以及烟花庆典。船只上挂满了红、白、蓝色的装饰。[13]
- 1779年7月4日为星期日。庆祝活动因此改到了7月5日（星期一）。[14]
- 1781年，麻省法院成为第一个承认7月4日为国家节日的国家立法机关。[14]
- 1791年，首次被记载到使用“独立日”为节日名称。
- 1870年，美国国会确定独立日为联邦雇员的无薪假日。[15]
- 1938年，美国国会确定独立日为带薪的联邦假日。[16]

## 习俗

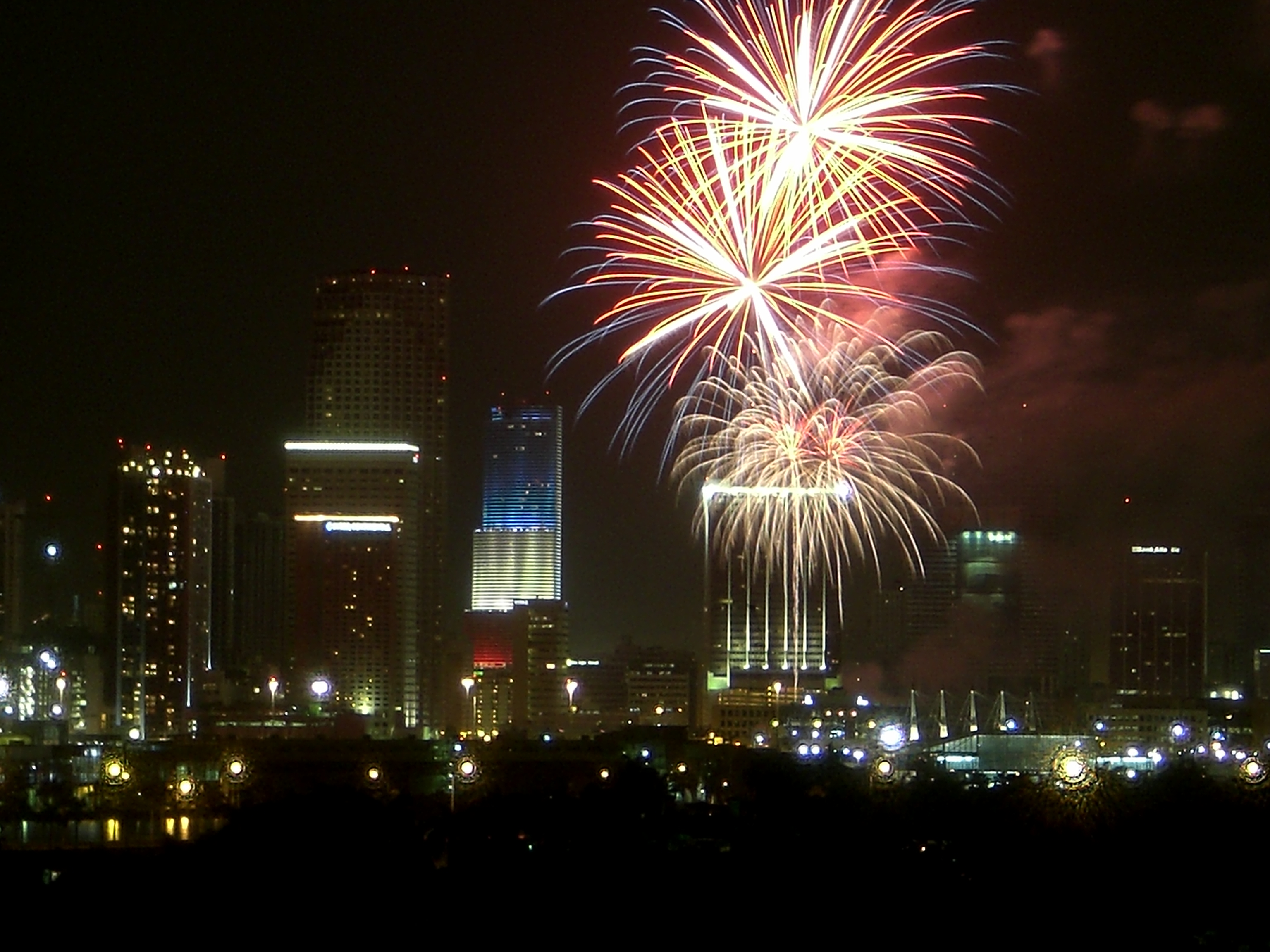
佛罗里达州迈阿密独立日期间将迈阿密塔用灯光装饰为红白蓝三色

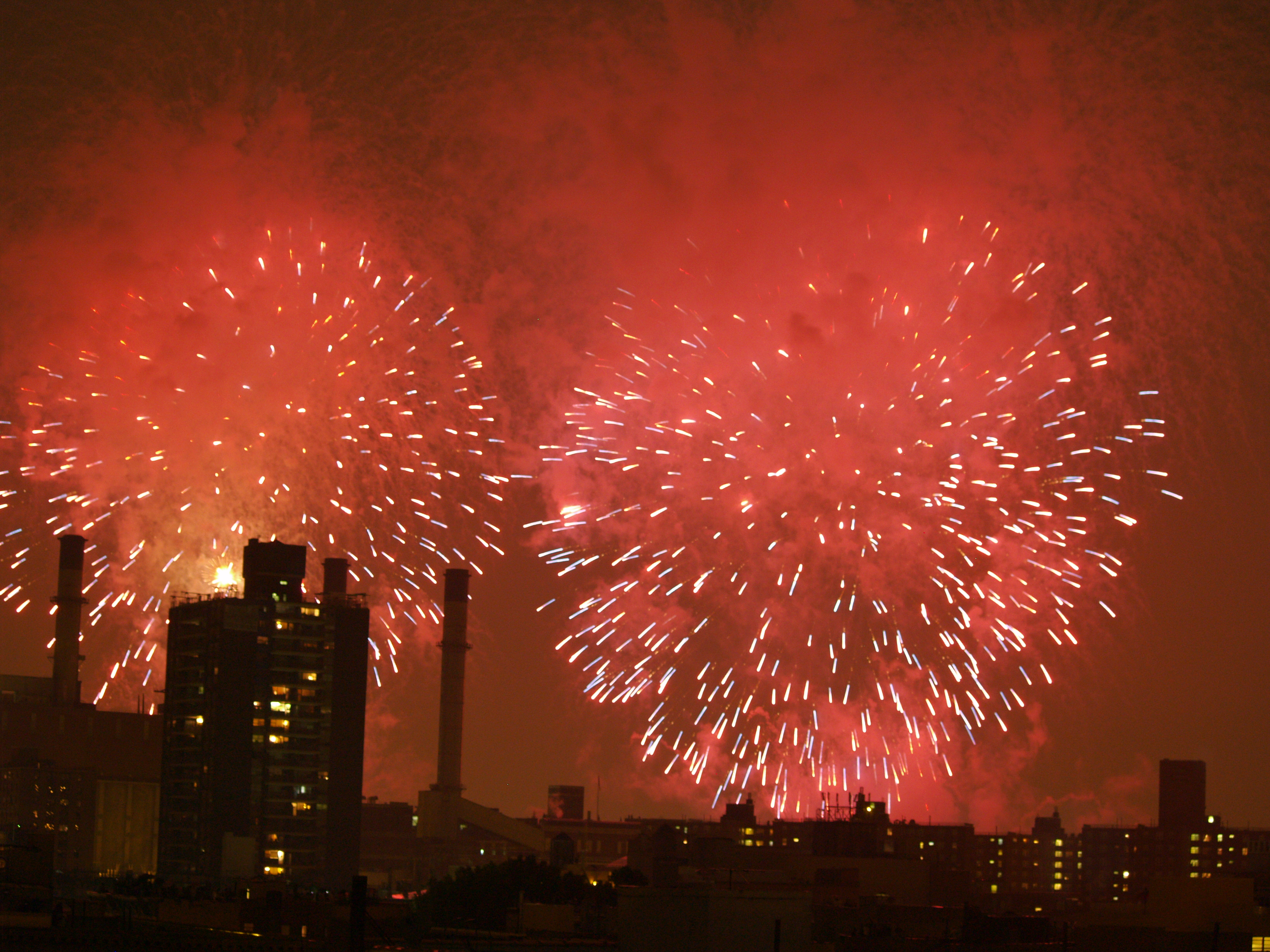
纽约市的烟火表演，由梅西百货公司赞助，为全美最大的烟火表演

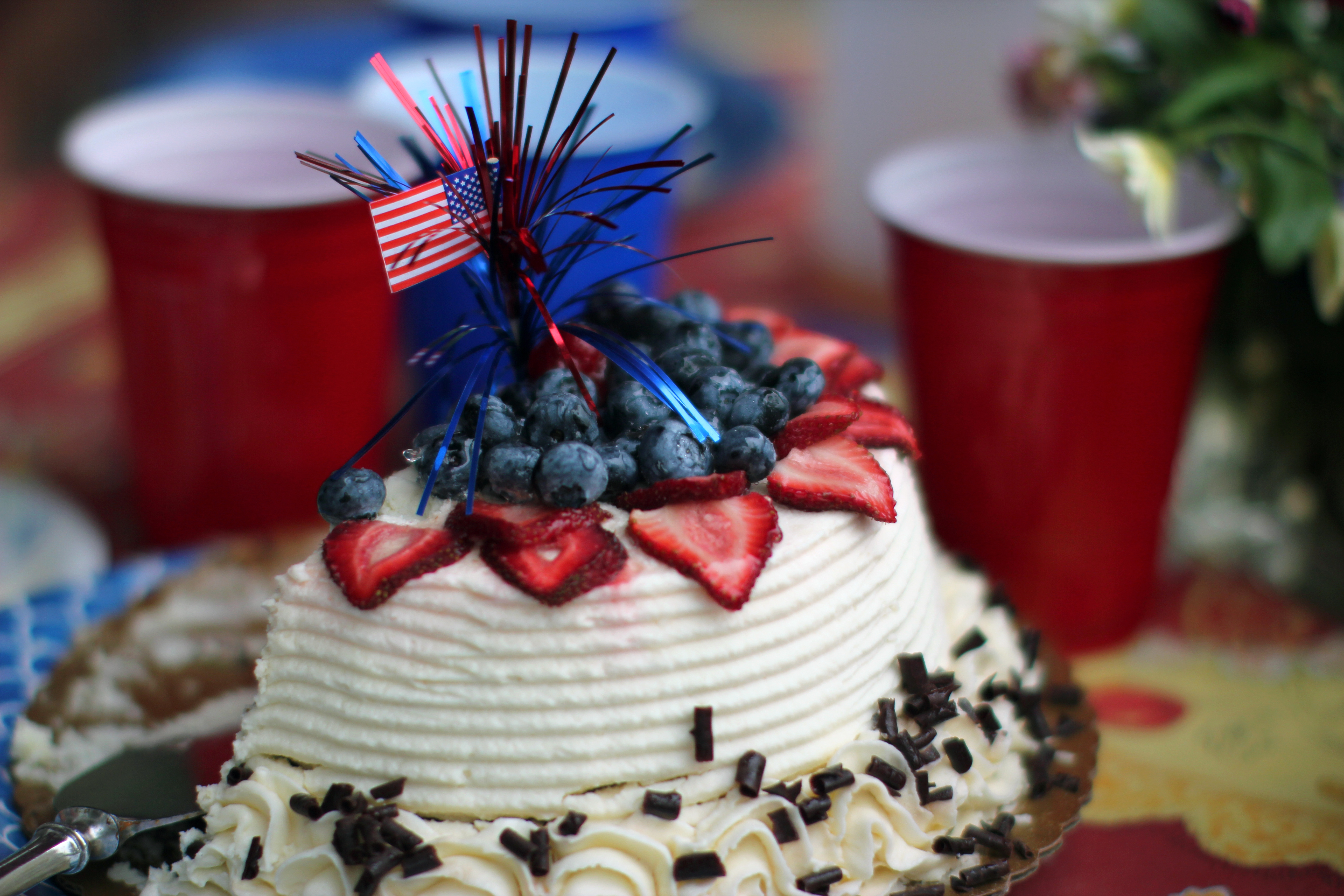
独立日的蛋糕

独立日是美国的国庆日，其庆祝内容大多为表达爱国情绪。与其他夏季活动类似，独立日的庆祝活动往往在户外举行。独立日是一个联邦假日，因此当天所有非必需的联邦机构（如邮政和联邦法院）均会放假。政治活动家通常会选择当天在公众场合赞美美国的传统、法律、历史、社会和人民。
美国家庭往往通过举办或参加野餐或烧烤庆祝独立日，他们通常会利用当天的假期与亲友见面。节日的装饰品（如彩带、气球以及服装）一般为美国国旗的红、白、蓝色。庆祝游行常在早上举行，晚上则在公园、聚会场地、城市广场等地举办烟花汇演。
从前在7月4日前一天晚上也会举行热闹的聚会，当天庆祝活动的核心标志往往是点燃篝火。新英格兰的城镇竞相用木桶建造高耸的篝火塔。夜幕降临时点燃它来进行庆祝活动。有记载的最高篝火塔为美国马萨诸塞州塞勒姆建造的，由40层木桶组成。19世纪和20世纪这种习俗仍流传发展，在一些新英格兰城镇仍在实行。
独立日烟花表演时往往播放美国爱国歌曲：如美国国歌《星条旗》、《上帝保佑美国》、《星条旗永不落》、《美丽的阿美利加》、《我的国家属于你》、《这是你的土地》。在东北部各州会播放《洋基歌》而南部各州则播放《迪克西》。歌词令人回忆起美国独立战争以及1812年战争时的景象。
许多州会举行烟花表演，个人也会购买烟花自用或参与公共表演。一些州因安全问题禁止燃放烟花或对允许的尺寸和类型加以限制。故亦存在从限制较少的州非法运输烟花的行为。
独立日当天中午，所有美国军事基地会按照美国州数鸣枪，这种仪式被称为“向联盟致敬”（Salute to the Union）。
2009年纽约举行了全国最大的烟火表演，使用了逾22吨烟火。其他的大型烟火表演地点为芝加哥密歇根湖、加利福尼亚州圣迭戈使命湾、波士顿查尔斯河、圣路易斯密西西比河、旧金山旧金山湾以及华盛顿特区的国家广场。
虽然官方的纪念活动总是定在7月4日，但节日的庆祝程度可能会因这天是星期几在不同地区有所变动。如果独立日当天为一周的周三左右，为方便观看起见烟花汇演和庆祝活动可能会调整至周末。
七月的第一周通常是一年中美国人出游最频繁的一周，很多人选择利用这个长假出游。

## 外部連結
- July 4th Celebrating Independence Day in the United States （英語）
- Fourth of July Celebrations Database （页面存档备份，存于） （英語）